# Phalacrocorax fuscescens
El cormorán carinegro o cormorán de Tasmania (Phalacrocorax fuscescens) es una especie de ave suliforme de la familia Phalacrocoracidae. Es endémica del sur de Australia, se distribuye a lo largo de gran parte de la costa sur, desde el este de Victoria hasta el cabo Leeuwin en Australia Occidental, así como alrededor de las costas de Tasmania y las islas del estrecho de Bass.
Tiene las partes superiores, incluyendo la piel del rostro y el pico, de color negro, con las partes inferiores blancas. 
Se alimenta principalmente de pequeños peces, atrapados por buceo en profundidades de hasta 12 m. Las aves se alimentan a veces en bandadas, al parecer, de una manera organizada.
A diferencia de los otros cormoranes que se encuentran alrededor del continente australiano, el hábitat del cormorán carinegro es exclusivamente marino y costero.